# Вестник
Вестникът е печатно периодично издание, най-често издавано ежедневно или ежеседмично и обикновено съдържащо новини, мнения и анализи, често придружени от реклами. Според оценки от 2005 година в света излизат около 6580 ежедневника с общ тираж от 395 милиона копия дневно. Световната рецесия от 2008 година, съчетана с бързия ръст на алтернативите в интернет, причинява значителен спад в рекламните приходи и тиражите на вестниците и много издания са закрити или рязко ограничават дейността си.
Неспециализираните вестници обикновено публикуват информация за местни или национални политически събития и личности, за престъпността, бизнеса, културата, обществения живот и спорта. Повечето традиционни издания съдържат и рубрики с редакционни статии и с лични мнения на избрани автори. Вестниците се финансират, в различно съотношение, от публикуваните в тях реклами и от цената, за която се продават.
Вестникът е първото модерно средство за масово осведомяване, възникнало в подобен на сегашния си вид през XVII век в Европа (в частност – Германия, Нидерландия, Италия, Франция, Англия): хартиен носител с поне няколко страници, съдържащ новини, оформени в различен тип статии (строго информативни, мнение, анализ, специализирани съобщения и др.), често придружени с илюстрации и снимки.
До началото на 20 век вестниците са най-бързо реагиращото на актуални събития средство за информация и традиционно съдържанието им е по-злободневно от това на други хартиени издания, като списания, годишници и други. С появата на електронните медии (радио, телевизия, интернет) вестниците губят първенството си в актуалността на информацията, но в продължение на десетилетия продължават съществуват успоредно с тях. Днешните вестници често имат сайтове, където предлагат статиите за безплатно или платено четене.

## История
Първите публикации, напомнящи днешните вестници, се появяват още през Древността. Така в Рим от 59 пр.н.е. ежедневно се обявяват т.нар. Acta diurna, съдържащи сведения за законодателни промени, съдебни процеси и други политически и военни въпроси. През 2 – 3 век в Китай сред дворцовите служители се разпространява издаван от правителството информационен бюлетин, като тази практика продължава и през първата половина на 8 век. През 1582 година за пръв път се споменава и за частно издаван бюлетин в столицата Пекин.
През 16 век подобни ръкописни държавни бюлетини се появяват и в Европа. През 1556 година правителството на Венецианската република започва да издава месечен бюлетин, който се продава за една гадзета (оттук идва остарялата книжовна дума газета). През следващите десетилетия сходни издания се появяват и в други италиански държави, но те обикновено не са смятани за същински вестници, тъй като не са предназначени за широката публика и обикновено са с ограничена тематика.
Появата на масовите вестници през 17 век е свързана с широкото разпространение на печатната преса в Западна Европа. За първи същински вестник в историята обикновено се приема немскоезичният „Релацион алер Фюрнемен унд геденквюрдиген Хисториен“ („Relation aller Fürnemmen und gedenckwürdigen Historien“), който започва да излиза през 1605 година в Страсбург, издаван от Йохан Каролус. През 1618 година в Амстердам започва да излиза първият нидерландски вестник „Курант ойт Италин, Дойцланд, ецетера“ („Courante uyt Italien, Duytslandt, &c.“). През следващите години Амстердам се превръща във важен издателски център, като там се издават и вестници на чужди езици, включително първият англоезичен вестник „Корант аут ъф Итали, Джърмани, етсетра“ („Corrant out of Italy, Germany, etc.“), започнал да излиза през 1620 година. През следващите години вестници започват да излизат и в други европейски страни – във Франция – „Газет дьо Франс“ (1631), в Португалия – „Газета“ (1645), в Испания – Гасета де Мадрид (1661), в Жечпосполита – „Меркуриуш Полски Ординарийни“ (1661).
През 1645 година в Швеция започва да излиза „Ординари Пост Тайдентер“ („Ordinari Post Tijdender“), който е най-старият вестник, все още изилизащ и днес, макар и само като онлайн издание. Най-старият вестник, излизащ на хартия, е нидерландският „Харлемс Дагблад“ („Haarlems Dagblad“), погълнал през 40-те години на 20 век основания през 1656 година „Опрегте Хаарлемсхе Курант“ („Opregte Haarlemsche Courant“).
През първата половина на 19 век Индустриалната революция намалява стойността на издаването и в много градове на Европа и Америка започват да излизат по-евтини и широкодостъпни вестници, като съдържанието им силно варира в различните региони и култури.
Първият български вестник е „Български орел“, издаван от Иван Богоров от 1846 година в германския град Лайпциг. Останалите издания от периода на Възраждането също се публикуват извън България, най-вече в Цариград и Румъния, където има значителни български общности. Сред тях са „Цариградски вестник“, „Гайда“, „Българска дневница“, „Дума на българските емигранти“, „Будилник“, „Знаме“, първият български всекидневник „Секидневний новинар“. Едни от първите български журналисти са Любен Каравелов, Петко Славейков, Христо Ботев, Георги Раковски.

## Формат на хартията
Повечето модерни вестници са в три формата:
- Големи: 600 mm на 380 mm (23½ на 15 инча), обикновено асоциирани с по-интелектуални теми, макар че има тенденция към по-компактни издания в последните години.
- Таблоиди: половината от големината на големите, тоест 380 mm на 300 mm (15 на 11¾ инча), обикновено възприемани като сензационни за разлика от голямо-форматните.
- Берлинер или Миди: 470 mm на 315 mm (18½ на 12¼ инча) използван от европейски вестници като Монд във Франция, Стампа в Италия, Гардиън във Великобритания.

Рекорден по големина е вестникът Чилаут, излизащ от 14 септември 2006 в тираж от 4000 броя. Страниците му са с височина 2,1 м и широчина 2,95 м, като предходният рекорд е на белгийския вестник Волк.
Вестниците обикновено се печатат на евтина, нискокачествена хартия, наречена вестникарска. От 80-те години на 20 век вестникарската индустрия масово преминава от метален, оловен набор и по-нискокачествения висок печат към компютризирани предпечатни процеси и четирицветен офсетов печат. Офсетовият печат е процес, който използва комбинация от четири основни цвята – циан, магента, жълто и черно, обозначавани като CMYK, за да възпроизвежда пълноцветни изображения. Офсетът позволява и печат с допълнителни цветове, стандартизирани по системата Pantone, както и няколко други варианта.
Персоналните компютри, софтуерните текстови редактори, графичният софтуер, цифровата фотография и цифровите технологии за набор и печат още повече революционизират процеса на производство на вестници. Тези технологии дават възможност на вестниците да публикуват цветни илюстрации, дори цветни заглавия (широко използвани при таблоидите) и по-добър дизайн.
Някои вестници, за да се отличават по сергиите, се печатат на цветна хартия, като например Файненшъл Таймс и Газета дело Спорт на розова, Екип – на жълта и други.

## Видове и типове вестници
Според различни критерии, вестниците се делят на:
- По териториално разпределение и обхват на аудиторията – национални, регионални (областни, окръжни и др.), местни (град, район), в рамките на организация (адресирани до служителите на някои организации), многотиражни, професионални;
- По категория – бизнес, общополитическа, промишлени, рекламно-информационни, развлекателни, смесени;
- По възрастов принцип – детски, младежки вестници, вестници за пенсионери и др.;
- По честота на издаване – ежедневници (сутрешни или вечерни), ежеседмични, ежемесечни;
- По тип – хартиени и интернет издания;
- По формат – А4, Берлинер, А3, A2;
- По стил на оформлението – цветни, черно-бели и черно-бели с цветни вложки;
- По качество: с изградена репутация, популярни, „жълта преса“;
- по цена – безплатни и платени;

## Вестниците в България
В България, както навсякъде по света, подялбата на вестниците по периодичност е на:
- ежедневници (около 60 за страната, според Националния статистически институт, сред които: „Дневник“, „24 часа“, „Дневен Труд“, „Сега“, „Стандарт“, „Монитор“);
- седмичници (близо 190 и често с някаква специализация, като икономическия „Капитал“, „Култура“, хумористичния „Стършел“) и
- месечници („Свят и дипломация“), чуждоезични (Sofia Echo).

В началото на 1990-те години в България се появяват и безплатни вестници, които се финансират само от реклами. Примери за безплатни вестници са „Всеки дом“, „Малък безплатен вестник“, „Диалог“.
След 2000-та година се забелязва спад на тиражите и употребата на вестниците, както в България, така и по света. Основна причина е масовото разпространение на електронни устройства свързани с интернет като лаптопи, електронни книги и смартфони.